# Cenchuan
Cenchuan (kinesiska: 岑川, 岑川乡) är en socken i Kina. Den ligger i provinsen Hunan, i den södra delen av landet, omkring 93 kilometer nordost om provinshuvudstaden Changsha.
Genomsnittlig årsnederbörd är 1 879 millimeter. Den regnigaste månaden är maj, med i genomsnitt 312 mm nederbörd, och den torraste är oktober, med 57 mm nederbörd.